# 리효순
리효순(李孝淳, 1896년 ~ ?)은 조선민주주의인민공화국의 독립운동가이자 정치가이다.

## 생애
일제 강점기에 항일 지하운동을 하다가 검거, 투옥되었다. 1946년 삼당통합 뒤 북조선로동당 길주군위원회 위원장, 1947년 북조선로동당 함경북도 당위원회 의원장 등을 지냈다. 1948년 함경도 인민위원회 위원장, 1950년 조선로동당 자강도 위원회 위원장, 1955년 국가검열상이 되었다.
그 뒤 조선민주주의인민공화국 최고인민회의 제2기 대의원, 제3기 대의원, 조선노동당 대남비서 등을 지내기도 하였으나, 1967년 3월 갑산파 사건으로 박금철 등과 함께 숙청되었으며, 1968년 6월부터 성천 일용품공장 지배인으로 좌천되었다.

## 같이 보기
- 국가검열성
- 박금철

| 전임 김원봉 | 제4대 조선민주주의인민공화국의 국가검열상 1955년 ~ 1957년 9월 20일 | 후임 박문규 |